# Deficit IgG podtříd
Deficit IgG je formou protilátkové imunodeficience, kdy hladiny různých izotypu IgG mohou být sníženy ve srovnání s jinými izotypy imunoglobulinů.
Deficit IgG se u dětí často vyskytuje ve formě transientní hypogamaglobulinémie dětského věku, která bývá spojená s deficity dalších izotypů imunoglobulinů jako IgM a IgA. Deficity podtříd IgG mohou také být integrální složkou jiných dobře známých primárních imunodeficienci, jako je Wiskott-Aldrichův syndrom a ataxia telangiectasia, ale mohou se vyskytovat samostatně.

## Klasifikace
Imunoglobulin G má čtyři podtřídy: IgG1, IgG2, IgG3 a IgG4. Jeho deficit může zasahovat jak celkovou úroveň IgG v organismu, tak i jednotlivé podtřídy.

## Klinický obraz
Většina pacientů nevykazuje žádné příznaky choroby, ale jelikož deficit IgG je často kombinován s jinými formy humorálních deficitů, jejich kombinace by mohla vést ke klinicky významným projevům imunodeficitu. Pacienti s jakoukoli formou deficitu IgG jsou náchylnější k infekcím horních a dolních cest dýchacích, především k infekcemi opouzdřenými bakteriemi, jako je Streptococcus pneumoniae a Haemophilus influenzae. Naopak zvýšená frekvence virových infekcí horních cest dýchacích sama o sobě ještě nemusí být známkou protilátkového imunodeficitů.
U zdravých dětí hladiny protilátek podtřídy IgG2 jsou přirozeně nízké a s věkem se postupně narůstají. Vzhledem k tomu, že IgG2 je důležitou složkou imunitní odpovědi proti polysacharidům, selektivní deficit IgG2 by mohl vést k opakovaným infekcím opouzdřenými bakteriemi.
Deficit podtřídy IgG4 se vyskytuje poměrně často, ale většinou probíhá zcela asymptomaticky.

## Genetika
Jelikož tvorba protilátek je komplikovaný proces, který zahrnuje spoustu interakci mezi buňkami a molekulami, existuje mnoho úrovní, na kterých by narušení funkce mohlo vést k defektům v procesu izotypového přesmyku, a tedy ke snížení produkce protilátek.
Žádná významná korelace mezi konkrétní genovou mutací a deficitem IgG zatím zjištěna nebyla. Pravděpodobně dysfunkce v regulačních elementech (jako je promotor nebo enhancer) by mohla být zodpovědná za fenotyp. Recentní studie ukazují, že děti s deficitem nějaké podtřídy v raném dětství později rozvíjejí normální hladiny protilátek i schopnost je vytvářet. Deficity podtříd IgG však mohou u některých dětí a dospělých přetrvávat.

## Diagnóza
Všichni pacienti s podezřením na nějakou formu humorálního deficitu vyžadují intenzivní diagnostické vyšetření. V závislosti na klinickém obrazu nemoci se provádí vyžetření krevního obrazu, test na celkovou úroveň sérových imunoglobulinů (IgG, IgA, IgM a podtřídy IgG) a další testy. Normální hladiny různých hodnot podtříd IgG se mohou lišit mezi jednotlivci a podle věku, což se musí brát v úvahu při interpretaci výsledků testů.

## Léčba
Léčba je zaměřena především na prevenci a odstranění infekcí. Často se používají antibiotika, makrolidy (jako protizánětlivé látky), mukolytika a kortikosteroidy. V nejzávažnějších případech lze zvážit použití intravenózní imunoglobulinové terapie (IVIG).